# Cartonnerie
Pour les articles homonymes, voir La Cartonnerie (homonymie).
Le terme de cartonnerie désigne les techniques et moyens utilisés pour la conception, la fabrication et le commerce de carton. 
Par métonymie, il représente aussi :
- les objets ainsi fabriqués dans ce matériau  par des cartonniers, principalement les cartons d'emballage;
- le lieu où l’on fabrique ces objets – atelier ou usine – et le magasin de vente.

## Sites de production en France
- Bourgoin-Jallieu (Isère) n'est pas uniquement réputée pour ses industries du textile. Elle a développé une activité de papeterie-cartonnerie pendant près de 400 ans, de la fin du XVIe siècle à 1987.